# Katsina United FC
Katsina United Football Club – nigeryjski klub piłkarski grający w nigeryjskiej pierwszej lidze, mający siedzibę w mieście Katsina.

## Sukcesy
- Nigeria National League:
  - mistrzostwo (1): 2016

- Puchar Nigerii[1]:
  - finalista (3): 1995, 1996, 1997

## Występy w afrykańskich pucharach
| Sezon | Rozgrywki                 | Runda       | Kraj              | Klub            | Dom | Wyjazd | Dwumecz                      |
| ----- | ------------------------- | ----------- | ----------------- | --------------- | --- | ------ | ---------------------------- |
| 1996  | Puchar Zdobywców Pucharów | 1           | Kongo             | Étoile du Congo | 1–2 | 3–2    | 4–4                          |
| 1996  | Puchar Zdobywców Pucharów | 2           | Gabon             | Mbilinga FC     | 3–0 | 0–3    | 3–3 (k. 3–2)                 |
| 1996  | Puchar Zdobywców Pucharów | ćwierćfinał | Zair              | AC Sodigraf     | 0–0 | 0–2    | 0–2                          |
| 2001  | Puchar CAF                | 1           | Rwanda            | Simba FC        | –   | –      | walkower dla Katsiny United  |
| 2001  | Puchar CAF                | 2           | Południowa Afryka | Ajax Kapsztad   | 2–2 | –      | walkower dla Ajaksu Kapsztad |

## Stadion
Domowe mecze klub rozgrywa na stadionie o nazwie Muhammadu Dikko Stadium w Katsinie, który może pomieścić 35 000 widzów.

## Reprezentanci kraju grający w klubie od 1994 roku
Stan na styczeń 2023.
| - Rabiu Baita - Justice Christopher - Timothy Danladi - Eric Ejiofor - Ikechukwu Ezenwa - Sani Faisal - Mohammed Gambo | - Emmanuel Issah - Stanley Nwabali - Joetex Asamoah Frimpong - Kassaly Daouda - Mahamadou Souley - Boubacar Talatou |